# ケロ
ケロ(Kélo)はチャド南西部タンジレ州の都市。チャド第5の都市であり、西タンジレ県の区都でもある。

## 地理
ケロは物流の拠点であり、北は首都ンジャメナ、南は経済の首都であったムンドゥやドバ、サールに通じ、東はライ、西はパラとレレを経由しカメルーンに通じる。　

## 人口
| 年   | 人口   |
| ---- | ------ |
| 1993 | 31,319 |
| 2008 | 44,828 |

## 交通
ケロ空港がある。

## 経済
ケロは農業都市で主な農産物として米・落花生・豆・ゴマ・キビ・モロコシ、畜産物として牛・羊・ヤギなどの家禽類である。
サトウキビ・ニンジン・キャベツなどの出荷量が増加している。

## 教育
小学校40校、中学校10校、高校6校がある。そのうち小学校14校、中学校4校、高校2校が公立学校である。

## 政治
2012年1月に地方選挙が行われ31人の市議会議員のうち9人が女性であったが、現在では3人が死亡し2人が辞職したことにより26人(女性8人)となっている。
2008年-2012年：キルナキニング・クレメンタイン・アクタ
2012年1月-2017年8月：キルナキニング・クレメンタイン・アクタ
2017年8月：ベッシンガー・バゾ